# سرطان الجلد حرشفي الخلايا
سرطان الجلد حرشفي الخلايا هو أحد أنواع سرطان الجلد الرئيسية إلى جانب سرطان الخلايا القاعدية وسرطان الجلد. يظهر عادةً ككتلة صلبة ذات سطح متقشر ولكن يمكن أن يشكل قرحة أيضًا. بداية غالبا ما تكون على مدى أشهر. من المحتمل أن ينتشر سرطان الجلد الحرشفية إلى مناطق بعيدة أكثر من سرطان الخلايا القاعدية.

## المخاطر
كبر عامل خطر هو التعرض الكلي العالي للأشعة فوق البنفسجية من الشمس. وتشمل المخاطر الأخرى الندبات السابقة والجروح المزمنة والتقرن الشعاعي والجلد الأخف وزنا ومرض بوين والتعرض للزرنيخ والعلاج الإشعاعي وضعف وظيفة الجهاز المناعي وسرطان الخلايا القاعدية السابق وعدوى فيروس الورم الحليمي البشري. يرتبط خطر التعرض للأشعة فوق البنفسجية بالتعرض الكلي، بدلاً من التعرض المبكر. يصبح دباغة الأسرة مصدرًا آخر شائعًا للأشعة فوق البنفسجية. يبدأ من الخلايا الحرشفية الموجودة داخل الجلد. يعتمد التشخيص غالبًا على فحص الجلد وتأكيد خزعة الأنسجة. يبدو أن التقليل من التعرض للأشعة فوق البنفسجية واستخدام واقي الشمس من الوسائل الفعالة للوقاية من سرطان الجلد الحرشفية. العلاج عادة عن طريق الاستئصال الجراحي. يمكن أن يكون ذلك عن طريق الاستئصال البسيط إذا كان السرطان صغيرًا، وإلا ينصح بإجراء جراحة موس. قد تشمل الخيارات الأخرى تطبيق علاج البرد والإشعاع. في الحالات التي يحدث فيها انتشار بعيد، يمكن استخدام علاج كيميائي أو علاج بيولوجي. اعتبارا من عام 2015 ، حوالي 2.2 مليون شخص لديهم سرطان الخلايا الحرشفية في أي وقت معين. تشكل حوالي 20 ٪ من جميع حالات سرطان الجلد. حوالي 12 ٪ من الذكور و 7 ٪ من الإناث في الولايات المتحدة أصيبوا بـ سرطان الخلايا الحرشفية في مرحلة ما من الزمن. في حين أن التشخيص عادة ما يكون جيدًا، إذا كان الانتشار البعيد يحدث لمدة خمس سنوات فتبقى حوالي 34 ٪. في عام 2015 ، أسفر عن حوالي 51900 حالة وفاة على مستوى العالم. يبلغ العمر المعتاد عند التشخيص حوالي 66 عامًا. بعد المعالجة الناجحة لحالة واحدة من الأشخاص الذين يعانون من سرطان الخلايا الحرشفية معرضون لخطر الإصابة بمزيد من الحالات.

## العلامات والأعراض
الآفة التي تسببها سرطان الخلايا الحرشفية غالباً ما تكون بدون أعراض قرحة أو لوحة الجلد المحمر التي تنمو ببطء نزيف متقطع من الورم، وخاصة على الشفة المظهر السريري متغير للغاية عادة ما يظهر الورم كآفة متقرحة ذات حواف مرتفعة مرتفعة قد يكون الورم على شكل لوحة صلبة أو حطاطية، غالبًا ما تكون ذات جودة براق، مع أوعية دموية صغيرة يمكن أن يقع الورم تحت مستوى الجلد المحيط، وفي النهاية يتقرح ويغزو الأنسجة الأساسية عادة ما يظهر الورم في المناطق المعرضة للشمس (مثل الجزء الخلفي من اليد وفروة الرأس والشفة وسطح الصنوبر المتفوق) على الشفة، يشكل الورم قرحة صغيرة، والتي تفشل في التئام والنزيف بشكل متقطع دلائل على تعرض الصورة للضوء المزمن للجلد، مثل التقرن الشعاعي المتعدد (التقرن الشمسي).

## معرض صور

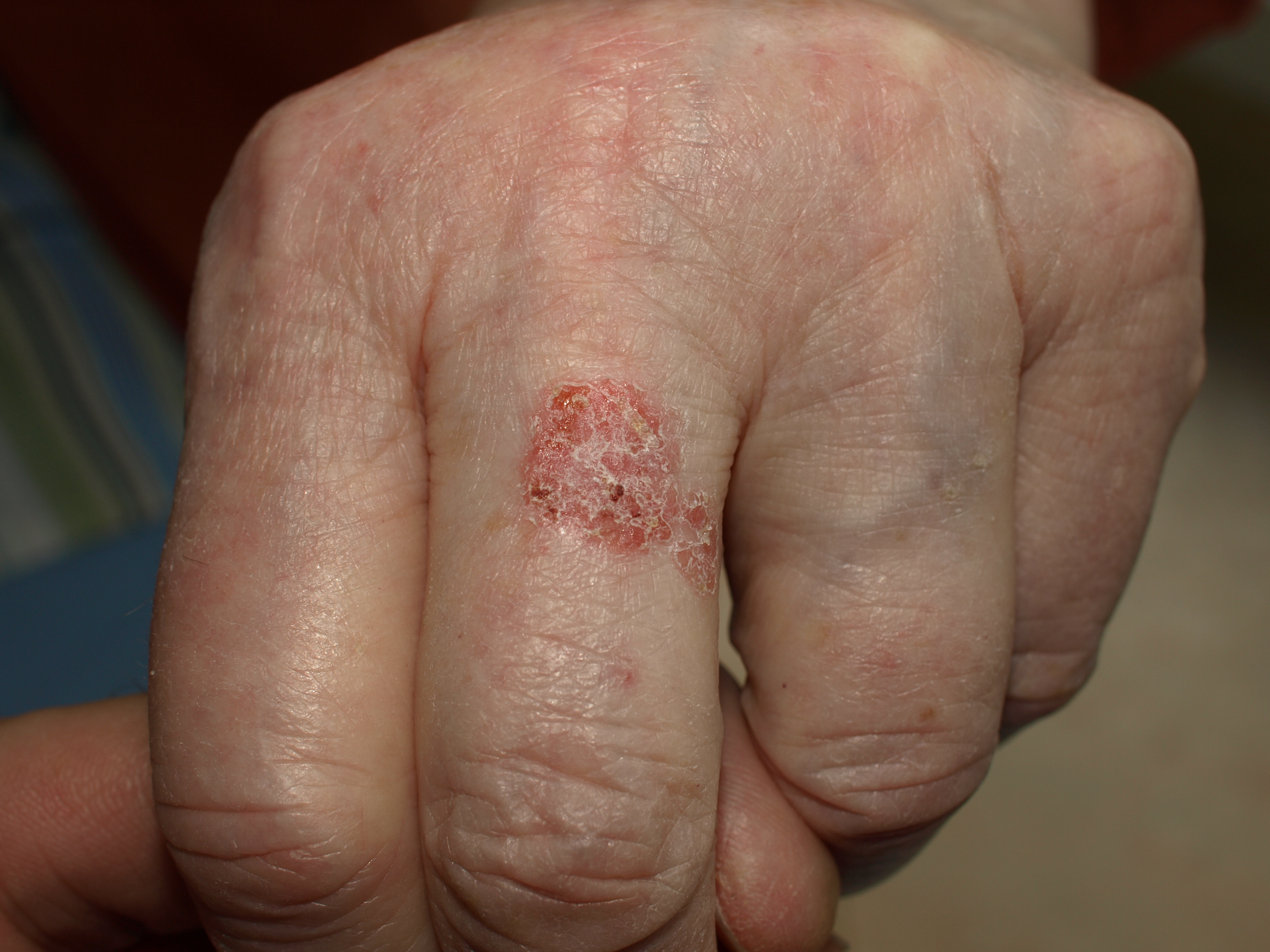
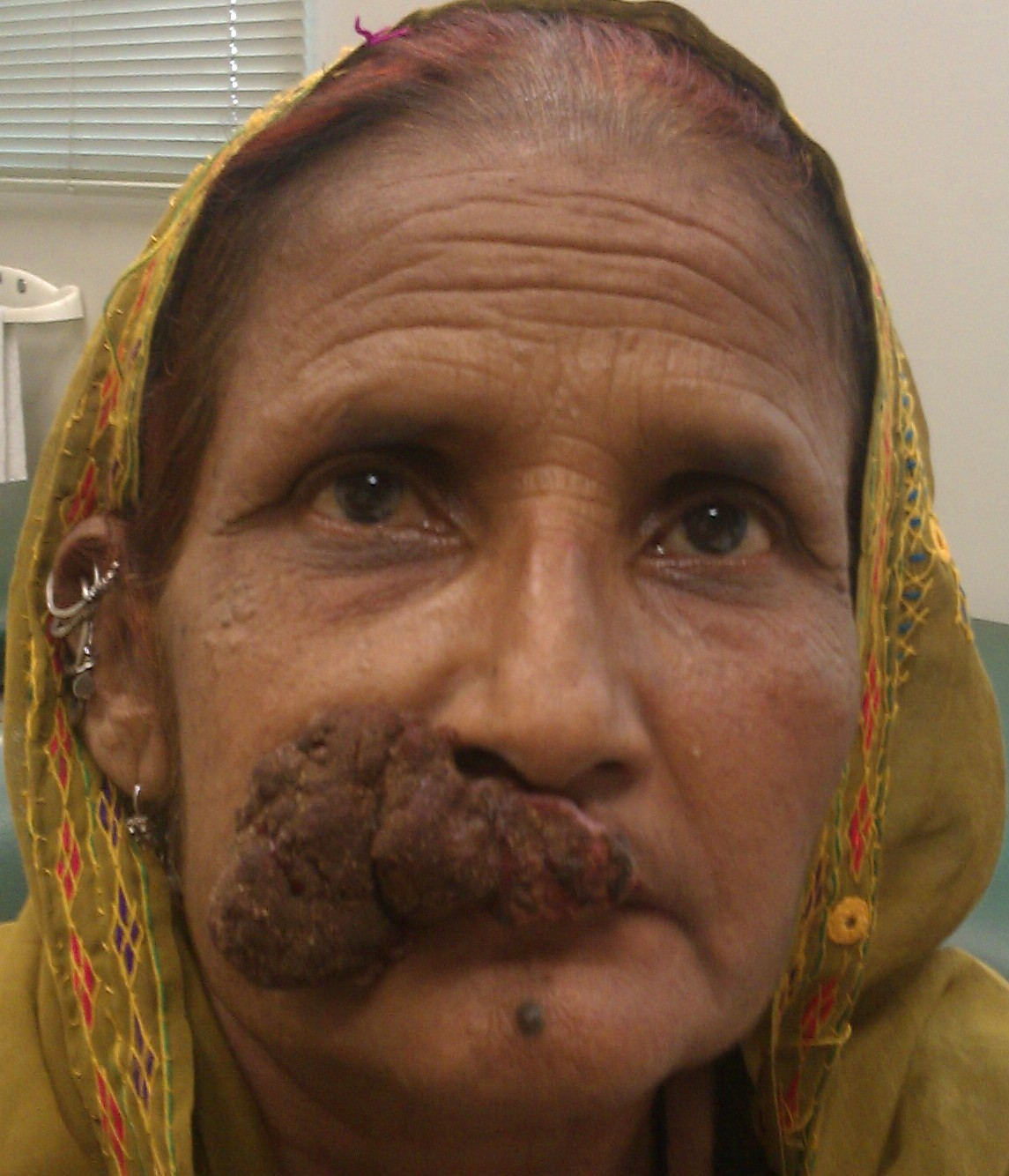
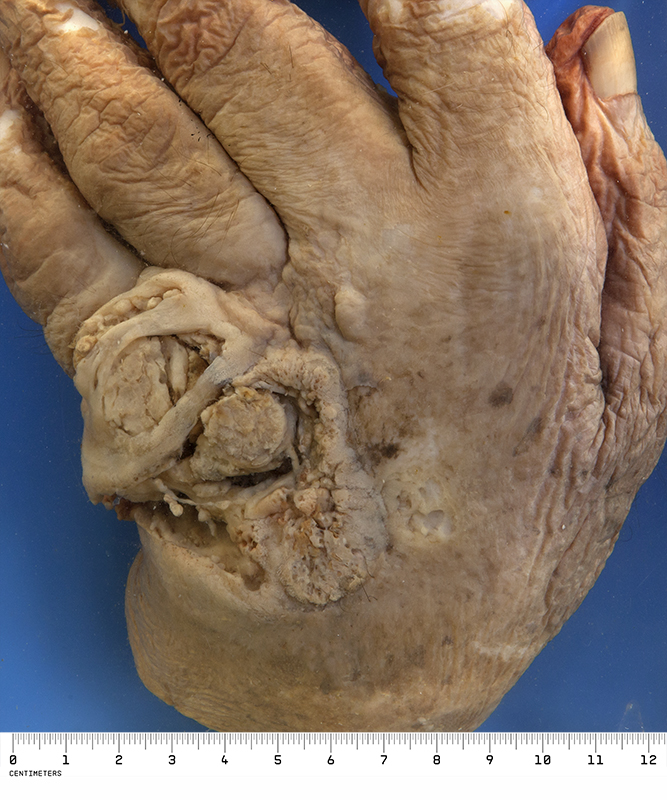